# Brsečine
Brsečine falu Horvátországban, Dubrovnik-Neretva megyében. Közigazgatásilag Dubrovnik községhez tartozik. 

## Fekvése
A Dubrovnik városától légvonalban 14, közúton 21 km-re északnyugatra a tengermelléken, a 8-as számú, Adria-parti főút mellett, Slano és Trsteno között az azonos nevű öbölben fekszik. Nagyobbik része a főút felett, a kisebbik rész pedig alatta található. A Brsečina-öblöt a nyílt tenger felől gát védi a déli szél által felkorbácsolt hullámoktól, míg a települést magát a Kondžlo hegygerince védi a bóra hatásától. A település felett a Krst, a Dujen, a Žežnjice és a Gradina csúcsai dominálnak. Főbb településrészei: Brdari, Senj, Morter, Mihanovići, Podubrava, Kalac, Kula és Podkondžilo. Szűk, aszfaltozott út vezet le az Osmoliš-foktól északkeletre fekvő öbölbe, ahol bárkák vannak kikötve és az itteni mólóról indulnak a hajók a Šipan- és a Lopud-szigetre.

## Története
Brsečine területe már ősidők óta lakott. Az itt élt első ismert nép az illírek voltak, akik az i. e. 2. évezredtől fogva éltek itt magaslatokon épített erődített településeken és kövekből rakott halomsírokba temetkeztek. Halomsírjaikból található a település határában is. Az illírek i. e. 35-ig uralták a térséget, amikor Octavianus hadai végső győzelmet arattak felettük. A Nyugatrómai Birodalom bukása után 493-tól a keleti gótok uralták a területet. 535-ben Dalmáciával együtt a Bizánci Császárság uralma alá került. A horvátok ősei a 7. században érkeztek Dalmáciába és csakhamar megalapították első településeiket. Ezek elsőként a termékeny mező melletti, ivóvízzel rendelkező helyeken alakultak ki. 
A horvát tengermelléknek ez a része a Neretvától Dubrovnik városáig a középkori Zahumljéhez tartozott, mely kezdetben a horvát nemzeti királyoktól, majd a 12. századtól a horvát-magyar királyoktól függőségben (Hum, Chum néven) önálló hercegséget képezett. Mihály humi herceget („dux Chulmorum”) már a 10. században említik. A 12. században a Zahumlje térségének zavaros történeti időszakában átmenetileg a raškai uralkodók uralma alá került, de 1154-ben Borics bosnyák bán megszerezte tőlük. 1198-ban Endre horvát-szlávón herceg visszaszerezte a magyar koronának, de ténylegesen a Nemanjić-dinasztia hercegei uralkodtak felette. 1326-ban újra a bosnyák bánok uralma alá került, majd Dusán István szerb király foglalta el. 1362-ben visszaszerezték a horvát-magyar királyok, majd 1382-ben I. Tvrtko bosnyák király kezére került. Végül 1399-ben megszerezte a Raguzai Köztársaság. A település már a köztársaság idejében a gazdag raguzai családok kedvelt kiránduló és nyaralóhelye volt. Több család építette itt fel nyaralóját, nyári kastélyát, melyek közül kiemelkedik Cvijete Zuzorić és a Ohmučević-Bizzaro család nyári kastélya. Szent György tiszteletére szentelt temploma a 17. században épült.
A Raguzai Köztársaság bukása után 1806-ban Dalmáciával együtt ez a térség is a köztársaságot legyőző franciák uralma alá került, de Napóleon bukása után 1815-ben a berlini kongresszus Dalmáciával együtt a Habsburgoknak ítélte. A településnek 1857-ben 309, 1910-ben 192 lakosa volt. 1918-ban az új szerb-horvát-szlovén állam, majd később Jugoszlávia része lett. A délszláv háború során 1991. október 1-jén kezdődött a jugoszláv hadsereg (JNA) támadása a Dubrovniki tengermellék ellen. Az elfoglalt települést a szerb erők kifosztották és felégették. 1992. májusáig lényegében lakatlan volt. A háború után rögtön elkezdődött az újjáépítés. 1996-ban földrengés okozott súlyos károkat. A településnek 2011-ben 96 lakosa volt, akik főként a turizmusból éltek, illetve mezőgazdasággal, halászattal foglalkoztak. 

## Népesség
| Lakosság változása | Lakosság változása | Lakosság változása | Lakosság változása | Lakosság változása | Lakosság változása | Lakosság változása | Lakosság változása | Lakosság változása | Lakosság változása | Lakosság változása | Lakosság változása | Lakosság változása | Lakosság változása | Lakosság változása | Lakosság változása |
| ------------------ | ------------------ | ------------------ | ------------------ | ------------------ | ------------------ | ------------------ | ------------------ | ------------------ | ------------------ | ------------------ | ------------------ | ------------------ | ------------------ | ------------------ | ------------------ |
| 1857               | 1869               | 1880               | 1890               | 1900               | 1910               | 1921               | 1931               | 1948               | 1953               | 1961               | 1971               | 1981               | 1991               | 2001               | 2011               |
| 309                | 266                | 238                | 233                | 208                | 192                | 172                | 168                | 157                | 142                | 135                | 105                | 91                 | 85                 | 77                 | 96                 |

## Nevezetességei
- A kis Szent Megváltó templom a 18. században épült.
- A Szent György templomot a 17. században építették. Ez a templom látható a település régi pecsétjén.
- Az Ohmučvić-Bizarro család 17. századi erődített nyári kastélya a Szent Anna kápolnával és a parkkal.[4]
- Az Osmoliš-foktól délkeletre fekvő parton áll Zuzorić család nyári kastélya a 16. századból.
- Ókori hajóroncs a Gumanci-foknál.

## Gazdaság
Lakói elsősorban a turizmusból, mezőgazdaságból és halászatból élnek. 

## Híres emberek
Itt született 1853-ban Vid Vuletić Vukasović dubrovniki író, történész és etnográfus.